# Siliquaria norai
Siliquaria norai là một loài ốc biển, là động vật thân mềm chân bụng sống ở biển thuộc họ Siliquariidae.